# Sanjia (socken i Kina, Hunan)
Sanjia (kinesiska: 三甲, 三甲乡) är en socken i Kina. Den ligger i provinsen Hunan, i den södra delen av landet, omkring 140 kilometer sydväst om provinshuvudstaden Changsha. Antalet invånare är 38658. Befolkningen består av 18 799 kvinnor och 19 859 män. Barn under 15 år utgör 21,0 %, vuxna 15-64 år 67 %, och äldre över 65 år 11,0 %.
Genomsnittlig årsnederbörd är 1 668 millimeter. Den regnigaste månaden är maj, med i genomsnitt 267 mm nederbörd, och den torraste är oktober, med 52 mm nederbörd.